# NHK厚生文化事業団
社会福祉法人NHK厚生文化事業団（エヌエイチケイこうせいぶんかじぎょうだん）は、日本放送協会（NHK）との連携のもとで放送と一体となった福祉事業を展開する社会福祉法人。
本項目における「NHK」および「NHK本体」は当団体と同じく東京都渋谷区に所在する本部の「日本放送協会」（NHK本部、放送センター・首都圏局）を指す。

## 概要
NHKの放送開始35周年記念事業のひとつとして、1960年（昭和35年）8月31日に設立された。
本部所在地：東京都渋谷区神南1丁目4番1号 第七共同ビル
現在は福祉関連の様々なイベントをNHK本体と共同で実施するほか、年末や災害発生時に行われるたすけあい募金の最終取りまとめ窓口となっている。

## 主な事業
- NHK福祉大相撲（日本相撲協会特別協力）
- 歌謡チャリティーコンサート（日本音楽事業者協会後援）
- あつまれ!ワンワンわんだーらんど
- おかあさんといっしょファミリーコンサート
- KEIRINグランプリ（優勝杯提供）
- 共同募金・義捐金
  - NHK歳末たすけあい（主催：日本放送協会・中央共同募金会・ＮＨＫ厚生文化事業団[2]）
  - NHK海外たすけあい（日本赤十字社と共催）
  - 臨時たすけあい（大規模災害発生時などに実施。こちらはNHK本体ではなく被災地を管轄する放送局と日本赤十字社との共催）
    - 東日本大震災に伴うたすけあい募金については、災害規模が甚大なため、NHK本部レベルで中央共同募金会、日本赤十字社並びにこの事業団との共催とした。
- 福祉ビデオライブラリー
  - NHK教育テレビジョンで放送される福祉関連の番組をまとめたビデオ、および事業団製作のオリジナル作品約500種類を、個人、介護ヘルパーや福祉団体の講習会、講演会などに、無料で貸し出されている（営利目的利用不可）[3]。